# Прапор Борщівської Турки
Прапор Борщівської Турки — офіційний символ села Борщівська Турка, Коломийського району Івано-Франківської області, затверджений 27 січня 2023 р. рішенням сесії Заболотівської селищної ради.
Автори — А. Гречило та В. Косован.

## Опис
Квадратне полотнище, що складається із двох рівновеликих вертикальних смуг, на жовтій від древка — пурпурова квітка шафрану (крокуса) із зеленими листочками, на червоній з вільного краю — дві сірі голови турів із жовтими рогами та червоними очима, одна над іншою.

## Значення символів
Квітка шафрану вказує на красу та багатство місцевої природи, повторює сюжет із символів с. Борщів. Голови турів є номінальними символами й асоціюються з назвою села.